# Amurský lysec
Amurský lysec je plemeno kapra vyšlechtěné Fakultou rybářství a ochrany vod Jihočeské univerzity.

## Šlechtění
Šlechtění trvalo 17 let a plemeno bylo představeno 7. dubna 2016. Jihočeská univerzita při šlechtění spolupracovala s Rybníkářstvím Pohořelice a plemeno uznaly ministerstvo zemědělství a Šlechtitelská rada pro chov ryb Rybářského sdružení ČR.

## Srovnání s původními plemeny
Amurský lysec lépe odolává nemocem. Odolnější je především vůči koi herpes viru, který je příčinou úhynu kaprů, což ověřil Výzkumný ústav veterinárního lékařství v Brně. Plemeno dobře přežívá v českých vodách a roste stejně jako jiné produkční linie, jeho spotřebitelská cena by měla být obdobná cenám ostatních kaprů.

## Průběh výzkumu
V první fázi, která probíhala v letech 1993 až 1997, byla prozkoumána původní i dovezená plemena kaprů včetně hybridů. Cílem celého výzkumu bylo do českého lysého kapra dostat geny divokého kapra z Amuru, který je poddruhem asijského kapra a s evropskými plemeny je geneticky nejméně příbuzný.